# Clans de Konoha
 (mai 2024).
Cet article présente les principaux clans de Konoha issus du manga et l'anime Naruto.

## Clan Hyûga
Le clan Hyûga est le plus ancien et le plus puissant des clans encore en activité à Konoha. Il a la particularité d'être divisé en deux parties : la branche principale (宗家, Sōke) et la branche secondaire (分家, Bunke). La branche principale dirige la famille, tandis que la branche secondaire porte un sceau sur le front et sert à la protéger. Ils maitrisent le byakugan.

## Branche principale (Sôke)

### Hiashi Hyûga
- Âge : Partie I : 41[1]-42 ans - Partie II : 44 ans
- Rang : Jōnin[1]
- Taille : 176,5 cm[1]
- Poids : 66,4 kg[1]
- Anniversaire : 8 janvier[1]
- Groupe sanguin : B[1]
- Seiyū : Eizou Tsuda

Hiashi Hyûga (日向ヒアシ, Hyūga Hiashi) est le frère jumeau de Hizashi, il précède son frère à la naissance, ce qui explique qu'il appartienne à la branche principale.
Il est le père de deux filles : Hinata et Hanabi. Il est aussi le grand-père de Boruto Uzumaki et d'Himawari Uzumaki. Bien que l'ainée, Hinata, soit théoriquement l'héritière du clan, sa préférence va à sa jeune sœur qui manifeste beaucoup plus de talent malgré son jeune âge. Lorsque Hinata est promue genin, il l'abandonne sans hésitation à Kurenai Yûhi, tout en sachant le taux de mortalité parmi les ninjas de rang inférieur est très élevé,, afin de pouvoir se concentrer exclusivement à l'entraînement d'Hanabi.
Hiashi est également celui qui a apposé à Neji son sceau maudit.
Lorsque Konoha négociait un traité de paix avec le village de Kumo, il révéla que ce village cherchait en fait le secret du clan Hyûga en arrêtant et en tuant un de leurs ninjas qui avait tenté de kidnapper Hinata. Profitant de l'incident, les dirigeants de Kumo exigèrent en guise de réparation que Hiashi soit mis à mort et que son corps leur soit remis. Ils espéraient ainsi pouvoir comprendre le secret du Byakugan en examinant son corps. Mais c'est finalement Hizashi qui se proposa pour prendre la place de son frère, sachant que son Byakugan serait instantanément scellé grâce à son sceau.
Durant l'examen chūnin, il prend conscience du talent rare de Neji, et décide de rompre un tabou en lui révélant le secret de la mort de son père, et en décidant de l'entraîner, bien qu'il ne soit pas membre de la branche principale.
Lors de la 4e grande guerre ninja, il est placé dans la Première division des combattants à moyenne distance de l'Alliance ninja. Affrontant les Zetsu blancs qui tentent de prendre la plage que tiennent les ninjas, il finit par être aux prises avec son frère Hizashi manipulé par la « Réincarnation des âmes » de Kabuto. Lorsque Jûbi est ramené à la vie, il l'affronte également, et constate les progrès de sa fille aînée alors qu'elle combat à ses côtés. Il repousse notamment, avec elle et son neveu Neji, une attaque du monstre contre Naruto, puis est choqué par la mort de son neveu. Lorsque Jûbi disparaît du champ de bataille, il utilise son Byakugan pour révéler que la créature n'a pas disparue, mais a été absorbée dans le corps d'Obito.
Deux ans après la guerre, durant les événements du film The Last, il rencontre Toneri Ôtsutsuki dans un lieu secret, accompagné de deux gardes du corps. Toneri réclame Hinata, Hiashi refuse, et les sbires de Toneri tuent ses gardes du corps avant d'essayer de le tuer. Blessé, il parvient à leur échapper, puis est retrouvé inconscient par Sasuke Uchiwa, qui le ramène à Konoha. Il assiste plus tard, avec Hanabi, au mariage de Hinata avec Naruto.
Dur et inflexible au premier abord, il finit par s'adoucir. Il accueillera Naruto comme un membre de sa famille après son mariage avec Hinata (Naruto l'appelant « père » dans la VO), et sera particulièrement démonstratif avec ses petits-enfants, Boruto et Himawari. Kurenaï révèle qu'il s'agit de sa vraie nature, faussée par la mort de son frère et la désillusion ; Hiashi admet qu'en voyant Naruto changer Neji, il a lui-même retrouvé ses convictions, voyant la violence comme inutile et cherchant à l'éviter au maximum.

#### Techniques
- Le tourbillon divin (八卦掌回天, Hakkeshō Kaiten?)
Technique très puissante de défense consistant à expulser du chakra par des points spécifiques, empêchant un contact direct avec le corps. Cette technique a aussi comme vocation de protéger le point mort du Byakugan : en tournant, il devient quasi impossible à viser. Cette technique est une technique secrète de la branche principale de la famille Hyûga, mais Neji de la branche secondaire est parvenu à la maîtriser seul.
- La Paume du Hakke (八卦空掌, Hakke Kūshō?)
Technique permettant de frapper l'adversaire à distance grâce à une impulsion de chakra qui jaillit de sa main.
- Mur de paumes du Hakke (八卦空壁拳, Hakke kūhekishō?)[4]
« Paume du Hakke », réalisée en combinaison avec d’autres membres du clan, comme Neji et / ou Hinata.

### Hinata Hyûga
Hinata Hyûga est une kunoichi du village de Konoha. Elle est membre de l'équipe 8 avec Kiba Inuzuka et Shino Aburame, sous le commandement de Kurenaï Yûhi. Elle est l'épouse de Naruto Uzumaki Hokage le 7e du nom. C'est la fille d'Hiashi Hyûga et la sœur d'Hanabi Hyûga. Elle est la mère de Boruto Uzumaki et d'Himawari Uzumaki.

### Naruto Uzumaki
Naruto Uzumaki est le petit-fils de Mito Uzumaki mais aussi le fils de Kushina Uzumaki et de Minato Namikaze. Il est l'époux d'Hinata Hyûga et le père de Boruto Uzumaki et d'Himawari Uzumaki. Naruto est Hokage le 7e du nom.

### Boruto Uzumaki
Boruto Uzumaki est le petit-fils de Kushina Uzumaki et de Minato Namikaze ainsi que d'Hiashi Hyûga. Il est le fils de Naruto Uzumaki Hokage le 7e du nom et d'Hinata Hyûga. Il est le grand-frère d'Himawari Uzumaki.

### Himawari Uzumaki
Himawari Uzumaki et la petite-fille de Kushina Uzumaki et de Minato Namikaze ainsi que d'Hiashi Hyûga. Elle est la fille de Naruto Uzumaki Hokage le 7e du nom et d'Hinata Hyûga. Elle est la petite-sœur de Boruto Uzumaki.

### Hanabi Hyûga
- Âge : Partie I : 7 ans[5] - Partie II : 9 ans
- Taille : 132,4 cm[5]
- Poids : 28,9 kg[5]
- Anniversaire : 27 mars[5]
- Groupe sanguin : A[5]
- Seiyū : Kiyomi Asai

Hanabi Hyûga (日向ハナビ, Hyūga Hanabi) est la petite sœur de Hinata, considérée comme l’héritière du clan. Malgré son très jeune âge, elle manifeste de très grands talents à utiliser les techniques de sa famille.
Dans un épisode hors-série, on peut voir qu'elle admirait beaucoup sa grande sœur quand elle était plus jeune et la prenait comme exemple, jusqu'à ce qu'elle remarque que Neji était bien plus fort qu’elle, atténuant l'admiration qu'elle éprouvait. Plus tard, en voyage hors du village avec son père lors de l'invasion de Konoha par Pain et Konan, elle retrouve son admiration pour sa grande sœur lorsqu'elle apprend comment cette dernière a combattu Pain. Vu son jeune âge, elle ne participe pas à la guerre et est laissée à Konoha.
Deux ans après la guerre, durant les événements du film The Last, elle encourage Hinata à donner son cadeau à Naruto lors du festival d’hiver de Konoha, puis elle est enlevée par les sbires de Toneri Ôtsutsuki après l’échec de l’enlèvement de Hinata. Toneri la garde enfermée dans son château et vole ses yeux pour éveiller le Tenseigan, une évolution du Byakugan. Après la défaite de Toneri, Hanabi récupère ses yeux. Plus tard, elle assiste avec son père au mariage de Hinata en tenant un portrait de Neji lors de la photo rassemblant tous les invités.
15 ans après la guerre elle est une jonin accomplie et vit toujours au domaine des Hyûga avec son père. Toujours proche de sa sœur, elle est très attentionnée envers son neveu et sa nièce, ces derniers l'appelant « grande sœur » (nee-chan en VO) au lieu de « tante ». Très protectrice à leur égard, elle partage ce trait avec Konohamaru et menace sans hésiter ceux qui voudraient leur faire du mal. Elle testera Boruto pour savoir s'il a éveillé le byakugan, démontrant également ses propres prouesses de kunoichi.

### Natsu Hyûga
Natsu Hyûga (日向ナツ, Hyūga Natsu) est la servante de la branche principale de la famille. Elle est aussi la garde du corps de Hanabi.

## Branche secondaire (Bûnke)

Tatouage sur le front des Hyûga de la branche secondaire.

La branche secondaire (分家, Bunke) est la famille vassale du clan, c'est celle qui est chargée de protéger la branche principale et celle qui doit leur obéir.

### Neji Hyûga
Neji Hyûga est un ninja de Konoha au rang de jônin de la branche secondaire du clan Hyûga. Il fait partie de l'équipe 9 avec Rock Lee et Tenten, dirigée par Gaï Maito.

### Hizashi Hyûga
- Âge : 32 ans[7] (décédé)
- Rang : Jōnin[7]
- Taille : 175,5 cm[7]
- Poids : 56,3 kg[7]
- Anniversaire : 8 janvier[7]
- Groupe sanguin : B[7]
- Seiyū: Kazuaki Itou

C'est le père de Neji et le frère jumeau de Hiashi, pour qui il garde jusqu’à sa mort une certaine haine à cause de son droit d'aînesse. Il est lié à lui et doit le protéger, mais fait le choix conscient de mourir à sa place lorsque la paix de Konoha est en péril. Il demande alors à Hiashi d'expliquer à son fils le pourquoi de ce choix lorsqu'il aura l’âge de comprendre.
Hizashi est invoqué lors de la 4e grande guerre ninja par la technique de la « Réincarnation des âmes » utilisée par Kabuto Yakushi. Il affronte son frère jumeau en combat singulier, ce dernier lui déclarant que Neji a réussi à changer son destin.

### Tokuma Hyûga
Tokuma (トクマ) fait partie de l’unité de reconnaissance d’Anko envoyée espionner le quartier général d’Akatsuki au début de la 4e grande guerre ninja. C’est lui qui découvre les 100 000 Zetsu blancs que Madara compte utiliser comme armée.
Alors qu’il est en route avec ses compagnons pour fournir les informations recueillies, il est capturé par l’équipe de Sasori et Deidara, invoqués et manipulés par Kabuto, et doit combattre l’unité d’embuscade de Kankurô. Libéré des liens de marionnettiste de Sasori par Omoï, il est soigné à la suite de la bataille gagnée par l’unité de l’Alliance ninja.

### Kô Hyûga
Kô Hyûga (日向コウ, Hyūga Kō) est le garde du corps d'Hinata en l’absence de son père, depuis qu'elle est toute petite.

## Clan Uchiwa
Le clan Uchiwa est le clan le plus puissant et l’un des clans les plus importants du village de Konoha. Ils sont les fondateurs de Konoha avec le clan senju (Madara Uchiwa et Hashirama Senju). Ils possèdent une pupille nommée sharingan permettant d'anticiper les mouvements de l'ennemi et de contrer toute sorte de genjutsu. Il a été  presque exterminé par un membre du clan nommé Itachi Uchiwa, à l'exception de son petit-frère Sasuke à qui il a laissé la vie.

### Fugaku Uchiwa
Fugaku Uchiwa (うちはフガク, Uchiha Fugaku) fut capitaine des forces de police de Konoha. Il a été tué par Itachi en même temps que le reste du clan. Il est le père de Sasuke et Itachi Uchiwa, et le mari de Mikoto Uchiwa.

### Inabi Uchiwa
Inabi Uchiwa (うちはイナビ, Uchiha Inabi) était un des membres de la police de Konoha. Il faisait partie des personnages chargés d'interroger Itachi à propos de la mort de Shisui. Il a été tué par Itachi en même temps que le reste du clan Uchiwa.

### Izumi Uchiwa
Izumi Uchiwa (うちはイズミ, Uchiha Izumi) est une kunoichi et une amie d'enfance d'Itachi. Elle n'apparaît que dans l'arc hors-série Histoire d'Itachi : Ombre et lumière des Uchiwa et dans le roman Itachi Shinden Kōmyō-hen (イタチ真伝 光明篇).

### Izuna Uchiwa
Izuna Uchiwa (うちはイズナ, Uchiha Izuna) est le frère cadet de Madara.
Izuna apparaît brièvement dans quelques flashbacks : lors du combat entre Sasuke et Itachi lorsque ce dernier veut faire croire à son frère cadet qu’il va lui voler les yeux parce que c’est le destin des Uchiwa, ou lorsque Tobi raconte à Sasuke l'histoire de Konoha et d’Itachi.

### Kagami Uchiwa
Kagami Uchiwa (うちはカガミ, Uchiha Kagami) était un des coéquipiers de Danzô Shimura dans l‘équipe de Tobirama Senju. Il est un ascendant de Shisui.
On découvre son existence lors d'un flash-back de la vie de Danzô, puis on apprend par la suite de la bouche de Tobirama qu’il faisait partie, comme Itachi et Shisui, des quelques Uchiwa faisant passer la paix du village de Konoha avant les intérêts de leur clan ou leur propre vie.

### Madara Uchiwa
Madara Uchiwa (うちは マダラ, Uchiha Madara) est l'ancien leader du clan Uchiwa du temps de la fondation de Konoha. Il était l'ami d'enfance de Hashirama Senju.

### Mikoto Uchiwa
Mikoto Uchiwa (うちはミコト, Uchiha Mikoto) est la mère de Sasuke et Itachi, et l'épouse de Fugaku. Sasuke en était très proche. Elle est tuée par Itachi en même temps que son époux et le reste du clan. Elle était amie avec la mère de Naruto, Kushina Uzumaki et espérait que son fils de neuf mois, Sasuke, deviendrait un jour ami avec celui à naître prochainement de Kushina.

### Tobi/Obito Uchiwa

Bague de Tobi.

Obito Uchiwa (うちはオビト, Uchiha Obito) est l'un des principaux antagonistes du manga Naruto. Il apparaît dans le manga sous l'identité de Tobi (トビ, Tobi) un membre d'Akatsuki portant constamment un masque orange au motif spiralé percé d'un trou à l'œil droit. Il était autrefois du village caché de Konoha et faisait partie de l'équipe Minato dont Kakashi Hatake et Lin Nohara étaient membres, sous la direction de Minato Namikaze.

### Sakura Haruno
Sakura Haruno (春野サクラ) est présentée dans Boruto: Naruto Next Generations comme la docteur Sakura Uchiwa (うちはサクラ), à la suite de son mariage avec Sasuke Uchiwa.

### Sarada Uchiwa
Sarada Uchiwa (うちはサラダ, Uchiha Sarada) est la fille de Sasuke et Sakura ; vue dans l'épilogue, le spin-off Naruto Gaiden et Boruto : Naruto, le film, elle est étudiante à l'académie.
C'est l'un des principaux personnages du spin-off Naruto Gaiden, où elle accompagne Naruto, devenu 7e Hokage, afin de rencontrer son père.
Plus tard, elle devient genin et forme une équipe avec ses camarades, Boruto Uzumaki, et Mitsuki, sous la supervision de Konohamaru.

### Sasuke Uchiwa
Sasuke Uchiwa (うちは サスケ, Uchiha Sasuke) est un des personnages principaux du manga. Seul survivant du massacre de son clan par Itachi et Tobi, il forme au début du manga l’équipe 7 avec Naruto Uzumaki et de Sakura Haruno, sous les ordres de Kakashi Hatake, mais finit par déserter le village pour rejoindre Orochimaru. Ayant formé sa propre équipe (Hebi, devenue Taka) afin de se venger de son frère, puis de Konoha, il devient un des antagonistes principaux (et l'ennemi de Naruto) dans la seconde partie du manga. Dans l'équipe de Naruto Uzumaki et Sakura Haruno.

### Shisui Uchiwa
Shisui Uchiwa (うちはシスイ, Uchiha Shisui), surnommé « Le Mirage (瞬身, Shunshin) », est un utilisateur du « Kaléidoscope hypnotique du Sharingan », qu'il a obtenu à l'âge de 13 ans et qui est considéré comme un des plus puissants du clan Uchiwa. Il est le descendant de Kagami Uchiwa, et le meilleur ami d’Itachi.

### Tajima Uchiwa
Tajima Uchiwa (うちは タジマ, Uchiha Tajima) est le père de Madara et Izuna.
Lorsqu’il découvre que son fils Madara s’est lié d’amitié avec un jeune garçon du clan ennemi, Hashirama Senju, il tente de le forcer à devenir un espion, mais il est confronté au père de Hashirama, Butsuma, qui a eu la même idée que lui.

### Tekka Uchiwa
Tekka Uchiwa (うちはテッカ, Uchiha Tekka) était un des membres de la police de Konoha qui interrogea Itachi à propos de l'apparent suicide de Shisui. Il a été tué par Itachi peu de temps avant le reste du clan.

### Itachi Uchiwa
Itachi Uchiwa (うちはテヤキ, Uchiha 
Itachi) était un membre du clan Uchiwa, et le frère aîné de Sasuke Uchiwa, avec qui il tient une Relation particulière
Sasuke s'adresse a lui en utilisant le mot « Grand frère » (おじさん, oji-san), qui peut cependant indiquer une marque de respect sans liens de parenté particuliers.
Il a été emporté par sa maladie lors d'un combat au repaire des Uchiwa contre Sasuke.
Il a notamment tué toute sa famille et son clan.

### Uruchi Uchiwa
Uruchi Uchiwa (うちはウルチ, Uchiha Uruchi) est un membre du clan Uchiwa, et la femme de Teyaki ; ensemble, ils tiennent une boutique de senbei dans le quartier des Uchiwa.
Sasuke s'adresse a elle en utilisant le mot « tante » (おばさん, oba-san), qui peut cependant indiquer une marque de respect sans liens de parenté particuliers.
Elle est tuée par Itachi en même temps que le reste du clan.

### Yashiro Uchiwa
Yashiro Uchiwa (うちはヤシロ, Uchiha Yashiro) était un des membres de la police de Konoha qui interrogea Itachi à propos de l'apparent suicide de Shisui. Il a été tué par Itachi en même temps que le reste du clan.

## Clan Senju de la forêt

Symbole du clan Senju de la forêt

Un des deux clans fondateurs de Konoha avec le clan Uchiwa, descendants du « Sage des six chemins ». Ce clan semble aujourd'hui disparu, même si l'on sait que Tsunade en est une descendante, étant la petite-fille de Hashirama Senju. D'après Tobi, en Naruto brûle le feu des Senju ; il voit en lui le 1er Hokage.
Avant la création de Konoha, les Senju de la forêt étaient les grands rivaux des Uchiwa, rivalité ayant débuté du temps des héritiers directs du Sage des six chemins.
Konoha est née d'une alliance entre ces deux clans, alliance qui a rapidement mal tourné.
D'après Kushina Uzumaki, le clan Senju et le clan Uzumaki ont un lointain lien de sang.

### Hashirama Senju
- Taille : 185,1 cm[DB 1]
- Poids : 74 kg[DB 1]
- Anniversaire : 23 octobre
- Signe astrologique : Balance
- Seiyū : Takayuki Sugō
- Doubleur : Gauthier de Fauconval (enfant), Gaëtan Wiernik

Hashirama Senju (千手柱間, Senju Hashirama) fut le 1er hokage (初代火影, Shodai hokage) du village caché de Konoha. Il est le frère aîné du second Hokage Tobirama, Kawarama et Itama, ces deux derniers étant morts très jeune à la guerre. Il est également le grand-père du cinquième Hokage Tsunade et de Nawaki. Il a épousé Mito Uzumaki.
Presque un siècle avant le début de l’histoire, à une époque troublée par les guerres, Hashirama est le leader du clan Senju de la forêt. Après des décennies de guerre, il forme une alliance avec le leader du clan Uchiwa, Madara, avec qui il fonde Konoha. Cependant, ils finissent par être en désaccord sur la façon de diriger Konoha et se livrent bataille dans la Vallée de la Fin ; Hashirama l’emporte grâce à sa capacité unique qui lui permet de créer la vie végétale, le Mokuton. Cette capacité lui permet d'utiliser les arbres et le bois qu'il peut faire germer, pousser et contrôler à sa guise. C'est après ce combat dans la Vallée de la Fin et la mort apparente de Madara que Kyûbi, que Madara contrôlait, est scellé en Mito Uzumaki. Madara décrit Hashirama comme étant le plus grand Shinobi de son temps, et même le ninja le plus puissant ayant jamais existé, et l'homme qu'il admirait et détestait le plus. Il avait 2 frères morts.
Le génome très particulier de Hashirama lui permet également de contrôler les démons à queues. Il pouvait aussi soigner ses blessures sans composer de sceaux, technique similaire à celle de Tsunade.
Après la fondation des villages cachés, Hashirama a proposé au premier conseil des cinq kage de distribuer les huit démons à queues qu'il avait en sa possession (Ichibi étant déjà possédé par Suna) entre les grandes nations pour assurer la nouvelle stabilité politique en équilibrant les puissances militaires.
La puissance d'Hashirama a fait des envieux : Orochimaru le ressuscite lors de son combat contre le 3e hokage. Il a en outre greffé son ADN sur 60 cobayes humains, dont l'unique survivant fut Yamato, qui peut utiliser le Mokuton. Danzô a reçu lui aussi l'ADN de Hashirama en collaborant avec Orochimaru. Madara Uchiwa lui-même affirme avoir combattu Hashirama pour obtenir son ADN et le fusionner avec le sien pour éveiller le Rinnegan et pouvoir utiliser le Mokuton.
Par le passé, Kakuzu, alors ninja d’élite de Taki, avait reçu pour mission d’assassiner Hashirama, mais ne put mener sa mission à bien, surpassé par les techniques mokuton du 1er Hokage.
Bien qu'on n'en connaisse pas les circonstances, c'est au cours de la 1re Grande Guerre qu'il trouva la mort, non sans avoir, avant cela, transmis à son frère cadet, Tobirama le poste de Deuxième Hokage et d'avoir inculqué la volonté du Feu à une nouvelle génération, dont faisait partie Hiruzen Sarutobi.
Lors de la 4e grande guerre ninja, Orochimaru invoque les quatre premiers Hokage avec la « Réincarnation des âmes », après avoir libéré leurs âmes de l'estomac du Dieu de la mort. On peut alors voir la véritable personnalité de Hashirama, assez exubérante et joviale, se faisant régulièrement rabrouer par son petit frère et sujet à de rapides sautes d’humeur entre l’exubérance et la dépression, ce qui contraste fortement avec l'image de « Dieu des ninjas » qui lui a été attribuée, comme le constate Suigetsu. Ils rejoignent ensuite le champ de bataille pour affronter Obito, Jûbi et Madara.
Plus tard, avec tous les autres anciens kage, il ramène Naruto, Sakura, Sasuke, Kakashi et les démons à queues de la dimension de Kaguya Ôtsutsuki. Il s'aperçoit alors que Madara est encore vivant, et échange avec lui quelques paroles de réconciliation. En observant Naruto et Sasuke, qui sont comme lui et Madara les réincarnations des fils du Sage des six chemins, il espère qu'ils sauront suivre une autre voie que celle qu’ils avaient emprunté.

#### Techniques
Nature du chakra: Mokuton
- Clone ligneux (木分身の術, Mokuton bunshin no jutsu?)
Hashirama invoque ses doubles à partir des arbres.
Peut être aussi utilisé en conjonction avec le « Multi-clonage ligneux »
- Multi-clonage shuriken de l'ombre (風魔手裏剣影分身, Fūma shuriken kage bunshin no jutsu?)
Hashirama invoque un shuriken à quatre lames qu'il clone en plusieurs instantanément.
- Plongée dans les ténèbres (黒暗行の術, Kokuangyō no jutsu?)
Hashirama fait un sort d'illusion (genjutsu) qui plonge toutes les personnes présentes dans l'obscurité.
Dans l’anime, cette technique est utilisée par Tobirama.
- Technique secrète Mokuton - Naissance de la forêt (木遁秘術・林発生, Mokuton hijutsu - Jukai kōtan?)
Technique secrète du 1er Hokage et le premier jutsu du Mokuton révélé dans le manga. De multitudes arbres se mettent à pousser et forment toute une forêt pour emprisonner un ou plusieurs adversaires.
- Arcanes du Hokage – Les six décennies – Le rempart du retour à la source (火影式耳順術・廓庵入鄽垂手, Hokage shiki jijun jutsu - Kakuan nitten suishu?)
Permet de contrôler un démon à queues.
- Mokuton - Dragon ligneux (木遁・木竜の術, Mokuton - Mokuryū no jutsu?)
Hashirama fait surgir un dragon de bois ayant la capacité d'absorber le chakra et qui peut par exemple entraver Kyûbi.
- Mokuton - Molosses sylvestres (木遁・木人の術, Mokuton - Mokujin no jutsu?)
Hashirama crée une entité de bois suffisamment puissante pour attraper l’« Orbe du démon » de Kyûbi et la retourner contre l’adversaire, ou pour affronter le « Susanô » de Madara.
- Mokuton - Technique du Bouddha riant (木遁・布袋の術, Mokuton - Hotei no jutsu?)
Hashirama fait sortir de terre des bras géants en bois tout autour de l’adversaire pour l’emprisonner.
- Invocation - Le quintuple rempart (口寄せ・五重羅生門, Kuchiyose - Gojū rashōmon?)
Hashirama invoque une quintuple porte employée comme un rempart.
- Technique Mokuton d’Ermite - Dix-milliers de mains (仙法木遁・進数千手, Senpō mokuton - Shin sūsenju?)
Hashirama passe en mode ermite et crée un Senju Kannon de bois colossal à dix-mille bras.
- Formation des quatre soleils rouges (四赤陽陣, Ninpō - Shisekiyōjin?)
Avec l'aide de Tobirama, Hiruzen et Minato qui se dispersent, Hashirama crée avec eux, à quatre, une énorme barrière écarlate de forme rectangulaire, qui résiste à toute attaque la touchant.
- Technique d'Ermite - La porte du Grand Dieu (仙法・明神門, Senpō - Myōjinmon?)
Hashirama invoque des Toriis ; pour immobiliser l'adversaire.
Lors de l'affrontement de Naruto contre Kyûbi, Naruto emploie cette technique similaire, en tournant le sceau situé sur son ventre, pour immobiliser le démon.

### Tobirama Senju
- Âge : (décédé)
- Taille : 182,3 cm[DB 3]
- Poids : 70,5 kg[DB 3]
- Anniversaire : 19 février[DB 3]
- Signe astrologique : Verseau [DB 3]
- Seiyū : Kenyu Horiuchi
- Arme(s) : épée de Raijin (anime)

Tobirama Senju (千手 扉間, Senju Tobirama) fut le 2d Hokage (二代目火影, Nidaime Hokage). Il est le jeune frère du premier hokage qui a fondé le village de Konoha. Son pouvoir était d'utiliser des techniques d'eau (suiton) même s'il n'y en avait pas de quantité abondante sous forme liquide à proximité. C'était un ninja redoutable avec sa maîtrise de son chakra Suiton sous toutes ses formes (élément d'eau) et son taijutsu hors pair. Orochimaru l'invoqua et le fit combattre pour lui lors de son duel contre Sarutobi, lors de la bataille de Konoha. Il est spécialisé dans les jutsu aquatiques, tels que la barrière d'eau ou le dragon aqueux, techniques qu'il utilise contre Sarutobi. Il est également l’inventeur de la technique de déplacement instantané utilisant la Maîtrise de l'Espace-Temps (時空間忍術, Jikūkan Ninjutsu), qui a rendu célèbre Minato Namikaze, de la technique de la « Réincarnation des âmes » utilisée par Orochimaru et Kabuto, et du « Multi clonage », la technique privilégiée de Naruto.

Casque de Tobirama Senju

Épée du dieu du tonnerre

C'est lui qui a fondé la police de Konoha et en a confié la tâche au Clan Uchiwa. Sous cet acte de reconnaissance, il s'agirait même, selon les dires de Tobi d’une stratégie pour garder le clan hors des affaires du village et mieux le contrôler. Contrairement à Hashirama, Tobirama est resté hostile au clan Uchiwa qu’il considère comme un clan maudit à cause du fonctionnement du Sharingan, bien qu'il ne les déteste pas tous. Mais pour Tobirama, c'est le village qui compte avant tout, et la création de la police de Konoha, ainsi que la ghettoïsation des Uchiwa dans un ancien quartier qui servait de prison était faite selon lui pour canaliser leur énergie négative dans un rôle positif pour Konoha.
Tobirama donne comme surnom au 3e hokage Hiruzen Sarutobi (son ancien élève) « Vieux singe » (« Saru » signifiant « singe » en japonais).
La mort de Tobirama est expliquée lors d'un flash-back de la vie de Danzô. Accompagné de l'équipe de Hiruzen Sarutobi et de celle de Danzô Shimura, ils étaient entourés par des ninjas de Kumo menés par Kinkaku et Ginkaku sans aucune chance d'en réchapper. Tobirama donne alors la charge de Hokage à Hiruzen, se sacrifiant pour faire diversion et leur permettre de s'échapper.
Lors de la 4e grande guerre ninja, invoqué par Orochimaru, il démontre de bonnes capacités d’analyse et de raisonnement, observant Naruto et Sasuke, qu’il compare à plusieurs reprises à son frère Hashirama (qu’il considère comme un ninja très puissant, mais un peu bête et obstiné, qui n'abandonne jamais ses rêves) et à Madara respectivement. Il montre également un caractère facilement emporté, notamment face à la naïveté de son frère, ou de Naruto 
qui compare son « Déplacement instantané » à celui de Minato, ou déclare connaître très bien le « Multiclonage », alors que Tobirama est l’inventeur de ces deux techniques.
Durant son premier accrochage avec Obito, Tobirama explique les raisons pour lesquelles il avait créé l' Edo Tensei. D'après lui, il aurait créé cette technique afin de pouvoir utiliser le jutsu Enchevêtrement Scalaire des Parchemins, qui consiste à invoquer à proximité de l’ennemi, des parchemins explosifs qui eux-mêmes se multiplient en invoquant d'autres parchemins explosifs, ce qui provoquent des explosions en chaîne. L'utilisation de l'Edo Tensei lui permet de ne pas être impliqué physiquement lors de l’exécution du jutsu, au risque d'être touché par sa propre attaque. C'est donc pourquoi il use de cadavre immortel pour exécuter cette technique.

#### Personnalité
Tobirama est un ninja qui privilégie avant tout les intérêts de son clan, et de Konoha ; une philosophie assez proche de celle de Danzô Shimura. Ses méthodes peuvent être brutales, puisqu’il n'hésiterait pas à éliminer quiconque menacerait les intérêts du village quelle que soit la méthode employée. Tobirama est quelqu'un ayant un tempérament plutôt sérieux et rigoureux. Tobirama trouve que son frère Hashirama n’est pas assez intransigeant, et ils se disputent parfois à ce sujet.
Malgré son caractère dur, Tobirama est aussi un protecteur, et un guide pour la nouvelle génération, à laquelle il porte une attention particulière. C'est pourquoi il n'hésite pas une seconde à sacrifier sa vie pour celle-ci lorsqu’ils se retrouvent dans une embuscade avec son équipe, composée entre autres de Hiruzen Sarutobi et Danzô Shimura.

#### Capacités
Nature du chakra: Suiton, et probablement d'autres éléments
Tobirama dispose d’un sens de l'analyse très développé et d’intelligence hors normes. Il est capable d'élaborer des stratégies, et de sonder son adversaire en un court laps de temps, d’où sa rapidité d'action que Minato Namikaze relève. Il a créé des techniques complexes, comme la « Réincarnation des âmes », le « Multi-clonage » ou le « Dieu du Tonnerre Volant ». Du fait que Tobirama soit un Senju, il dispose également d'une grande réserve de chakra très puissant. En outre, il dispose de très bonnes aptitude en pistage, étant capable de sentir des chakra à des kilomètres de sa position, de les identifier et de déceler leur nature et spécificités. C'est ainsi qu'il put savoir que Karin était une Uzumaki, rien qu'en sentant son chakra, ou qu'il a détecté Madara sur le champ de bataille, alors que celui-ci était très loin.

#### Techniques
- Clonage aqueux (水分身の術, Mizu Bunshin no jutsu?)
Cette technique assez connue au pays du brouillard permet de créer des clones de l'utilisateur, possédant le dixième de sa puissance, et ne pouvant se déplacer très loin de celui-ci.
- Suiton - Barrière d’Eau (水遁・水陣壁, Suiton - Suijinheki?)
Tobirama fait apparaître beaucoup d'eau et en forme un gigantesque bouclier impénetrable par les techniques Katon.
- Suiton - Dragon Aqueux (水遁・水龍弾の術, Suiton – Suiryūdan?)
Technique très puissante qui consiste à former un dragon d'eau et de l'envoyer sur l'adversaire.
- Invocation – La réincarnation des âmes (口寄せ・穢土転生, Kuchiyose - Edo Tensei?)[14],[DB 4]  — rang S
Tobirama est l’inventeur de cette technique, kinjutsu (technique interdite) permettant d'invoquer en échange d’un sacrifice humain (servant de réceptacle) une personne décédée.
Hashirama connaîtrait les points faibles de cette technique et serait capable de se débarrasser en un clin d'œil du contrôle de son utilisateur.
- Tranchant du Dieu de la Foudre (飛雷神切り, Hiraishin giri?)
Tobirama se téléporte instantanément de devant à derrière son adversaire en lui portant au passage un coup de katana mortel. Tobirama l’utilise pour tuer Izuna Uchiwa.
- Multi clonage (影分身の術, Kage bunshin no jutsu?, litt. technique de clonage de l’ombre)[DB 5] — rang B
Tobirama est l’inventeur de cette technique[15], inscrite sur le parchemin des techniques interdites, permettant de créer un clone consistant avec une volonté propre et pouvant effectuer des techniques.
- Suiton - Vague transversale (水遁・水断波?)[16]
Tobirama crache un jet d’eau sous haute pression, capable de découper de la matière dure.
- Cube aux Faces Écarlates (四赤陽陣, Shisekiyôjin?)
Technique effectuée avec les 3 autres Hokage réincarnés.
Les 4 ninjas combinent leur chakra pour créer une large barrière cubique rouge, capable d'encaisser des orbes démoniaques ou d'enfermer un adversaire à l'intérieur.
- Enchevêtrement Scalaire des Parchemins (互乗起爆札, Gojô Kibaku Fuda?)
Technique conçue pour les personnes réincarnées, dont le corps se régénère en permanence.
Tobirama utilise sa force vitale pour créer des parchemins explosifs et les faire détoner.
Tobirama crée ces parchemins en boucle, ce qui mène à une explosion perpétuelle.
- Larmes Célestes (天泣, Tenkyû?)
Tobirama crache de fines aiguilles d'eau en visant les points vitaux de son adversaire.
C'est une attaque conçue pour surprendre son adversaire.

##### Anime
- Suiton - Lances aqueuses (水遁・水矢剣, Suiton - Suiyari?)
Tobirama lance jusqu'à trois lances d'eau mise sous pression sur l'adversaire.
- Suiton - Raz-de-marée (水遁・水津波, Suiton - Suishōha?)
Technique de rang S qui consiste à envoyer une énorme vague d'eau sur l'adversaire à partir des molécules d'eau présentes dans l'air. Cette technique démontre la parfaite maîtrise de l'élément Suiton de la part de Tobirama.
- Genjutsu - Plongée dans les ténèbres (黒暗行の術, Kokuangyō no jutsu?)
Cette technique consiste à créer de l'obscurité autour de Tobirama et de son adversaire, puis à se dissimuler à l'intérieur de cette obscurité pour attaquer l'adversaire.

##### Jeu vidéo
- Suiton - Maelström (水遁・硬渦水刃, Suiton - Kōka suijin?) [17]
En créant un raz-de-marée tout autour de lui et de son adversaire, Tobirama accourt vers ce dernier. Il saute en l'air et distrait l'adversaire en provoquant une attaque. Ensuite, il lui inflige depuis les airs une grande attaque de lame formée d'eau, virevoltante et perforante.

### Itama Senju
Itama Senju (千手板間, Senju Itama) est le frère de Hashirama, Tobirama et Kawarama. Cerné par des membres du clan Uchiwa, il est tué sur un champ de bataille durant la guerre entre les deux clans.
Itama a les cheveux bicolores, bruns du côté droit et blonds du côté gauche. Il a le cœur tendre, pleurant son camarade Kawarama tombé au combat, malgré les véhémentes remontrances de son père qui considère que mourir au combat est le devoir des ninjas. Malgré tout, Itama n’est pas pour la paix, car il pense que ceux qui sont morts doivent être vengés. Sur le champ de bataille, Itama porte l’armure de samouraïs spécifique du clan Senju.

### Kawarama Senju
Kawarama Senju (千手 瓦間, Senju Kawarama) est un jeune garçon du clan Senju, frère de Hashirama, Tobirama et Itama. Il est mort très jeune dans une guerre contre les clans Hagoromo et Uchiwa à l’âge de sept ans.

### Butsuma Senju
Butsuma Senju (千手仏間, Senju Butsuma) est le père de Tobirama, Hashirama, Kawarama et Itama. C’est un homme grand aux yeux sombres et aux longs cheveux noirs, qui porte en permanence l’armure de samouraï avec le symbole du clan Senju et une épée ceinte dans le dos.
Butsuma a une vision idéaliste du ninja qui ne doit pas avoir des sentiments et doit être fier de mourir sur le champ de bataille, et tente d’inculquer cette vision à ses fils.
Lorsqu’il découvre que son fils Hashirama s’est lié d’amitié avec un jeune garçon du clan ennemi, Madara Uchiwa, il tente de le forcer à devenir un espion, mais il est confronté au père de Madara, Tajima, qui a eu la même idée que lui.

### Tsunade Senju
Tsunade est la 5e Hokage du nom. elle fait partie du trio des ninjas de la légende.

### Dan
Ce ninja était l'amant de Tsunade Senju. Il est mort lors d'une guerre ninja à la suite de ses blessures. Tsunade à tenté de le sauver avec son ninjutsu médical en vain.

### Nawaki Senju
Il est le petit fils de Mito Uzumaki mais aussi le petit frère de Tsunade Senju.

### Mito Uzumaki
Grand-mère de Tsunade Senju, Nawaki Senju et Naruto Uzumaki mais aussi mère de Kushina Uzumaki.

### Kushina Uzumaki
Kushina Uzumaki est l'épouse de Minato Namikaze Hokage le 4e du nom. C'est la mère de Naruto Uzumaki Hokage le 7e du nom et la grand-mère de Boruto Uzumaki et d'Himawari Uzumaki.

### Minato Namikaze
Minato Namikaze est l'époux de Kushina Uzumaki et le père de Naruto Uzumaki Hokage le 7e du nom. Il est le grand-père de Boruto Uzumaki et d'Himawari Uzumaki.

### Naruto Uzumaki
Naruto est le fils de Kushina Uzumaki et de Minato Namikaze. Il est l'époux d'Hinata Hyûga et le père de Boruto Uzumaki et d'Himawari Uzumaki.

### Hinata Hyûga
Modèle:Article détaillé Hinata Hyûga
Hinata Hyûga et la fille d'Hiashi Hyûga et l'épouse de Naruto Uzumaki Hokage le 7e du nom et la sœur d'Hanabi Hyûga. Elle est la mère de Boruto Uzumaki et d'Himawari Uzumaki.

### Boruto Uzumaki
Boruto Uzumaki est le petit-fils de Kushina Uzumaki et de Minato Namikaze ainsi que d'Hiashi Hyûga. Il est le fils de Naruto Uzumaki Hokage le 7e du nom et d'Hinata Hyûga. Il est le grand-frère d'Himawari Uzumaki.

### Himawari Uzumaki
Himawari Uzumaki et la petite-fille de Kushina Uzumaki et de Minato Namikaze ainsi que d'Hiashi Hyûga. Elle est la fille de Naruto Uzumaki Hokage le 7e du nom et d'Hinata Hyûga. C'est la petite-sœur de Boruto Uzumaki .

## Clan Uzumaki
Le clan Uzumaki est le clan le plus puissant originaire du Pays des Tourbillons et du village caché d'Uzushio. Ce clan entretenait des liens étroits avec le Clan Senju de Konoha entretenant de très bonnes relations, vu qu’ils sont cousins. Ce clan a été principalement spécialisé dans les techniques ninja relatant de l'art du Fūinjutsu. Après les grandes guerres ninjas, le pays entier du Tourbillons fut décimé par les villages et pays voisins par crainte de leur puissance. Les rares survivants ont changé d'identité avant de s' installer dans d' autres villages notamment Konoha. À cause de la décimation du clan Uzumaki, les ninjas de Konoha arborent un symbole en forme de spiral sur leur uniforme pour marquer un hommage à ce clan et à l'amitié entre les deux nations.
Les capacités de ce clan sont uniques, autre que l'usage incroyable du Fûinjutsu dont Minato Namikaze appris l'usage par la mère de sa femme, Kushina Uzumaki, ils possèdent une incroyable longévité leur permettant de survivre à l'extraction du bijū hors de leur corps ce qui est généralement conduit à la mort instantanée de l'hôte. Ce qui fut démontré lorsque Kushina se fut extraire le démon Kyûbi par Obito Uchiwa le jour de la naissance de Naruto ou lorsque celui-ci a été en mesure de resté en vie seulement pendant quelques instants après l'extraction de Kyûbi par Madara Uchiwa avant d'avoir besoin d'assistance médical. Cette capacité de longévité fut la principale raison de la venue de Kushina Uzumaki à Konoha pour devenir le deuxième hôte de Kyûbi après la femme du Hokage Premier du Nom, qui été également un membre des Uzumaki, Mito Uzumaki.
Comme l’a démontrée Karin, ainsi que sa mère, elles détiennent la faculté de soigner rapidement n'importe qui par la consommation de leur Chakra tel que le fera Sasuke Uchiwa à de nombreuses reprises ou Tsunade durant la Quatrième Grande Guerre Ninja. Durant la guerre, la mère de Karin fut forcée d'utiliser sa capacité de régénération en faisant absorber son chakra à l'excès conduisant à sa mort. Le facteur de régénération de Karin servira également à Kabuto Yakushi pour développer une capacité de régénération hors du commun dont il se ventera lors de son affrontement avec Sasuke et Itachi Uchiwa.
Le Fūinjutsu du clan Uzumaki relève d'un art très complexe à manipuler, leur incroyable contrôle leur valut une très grande réputation, respect mais aussi crainte. Jiraya qui excellait dans ce domaine était pourtant bien loin d'égaler le formidable talent naturel de ce clan qui en détenait une aisance et une habilité inouïes. Ils sont également ceux qui ont inventé les techniques de scellement qui furent utilisées pour sceller Kyûbi à l'intérieur du corps de Kushina et Mito Uzumaki. Ils sont principalement connus comme ceux ayant créé les différents sceaux utilisés par les Shinobis, des sceaux qui puissent être puissants ou faibles ou même amener à la mort de son utilisateur tel que la technique de l'emprisonnement des morts. Leur art peut également être utile lors de combat pouvant ainsi sceller ou desceller des armes afin de les projeter sur ses ennemis, mais également des sceaux qui peuvent immobiliser un ou plusieurs adversaires et bien d'autres comme la technique du Pacte Sigillaire qui peut briser tout contrôle d'un invocateur sur sa bête invoquée comme la fait Minato sur Obito Uchiwa afin de briser l'emprise qu'il détenait sur Kyûbi.
Certains membres possédaient également un chakra unique comme Kushina Uzumaki ou Karin qui leur permettaient de générer des chaînes d'adamantines forgées par leur chakra.
Selon les dires de Kushina Uzumaki, ce serait le sang Uzumaki qui leur donne ses formidables et magnifiques cheveux rouges, les seuls membres actuels du clan Uzumaki à ne pas détenir cette couleur de cheveux sont Naruto et Boruto tous deux blonds hérités de Minato, et Himawari Uzumaki qui hérita de cheveux propre à sa mère, Hinata Hyûga, qui est elle aussi une Uzumaki, mais par alliance. Ce même gène leur donne un caractère assez bouillonnant et très intrépide.

### Ashina Uzumaki
Ashina était un membre du clan Uzumaki, dont il a été le leader à l'époque où Konoha se construisait. Il apparaît lorsque Kushina Uzumaki raconte une histoire à Naruto. On le voit dans l'animé en train de sceller un monstre.

#### Fond
Dans l’animé, lui et son clan ont rencontré Hashirama et le clan Senju afin de faire face à une bête gigantesque qui était en liberté. En utilisant ses prouesses dans le fūinjutsu, le chef du clan Uzumaki a pu sceller la bête une fois qu’elle a été acculée.

#### Apparences
Ashina était un homme âgé, qui avait de longs cheveux blancs, une moustache et une barbiche carrée. Il portait également une armure rappelant la période vestimentaire. En vertu de cela, il portait une tenue noire à manches longues, dont les épaules portaient la crête d'Uzushiogakure, qui a ensuite été incorporée à l'uniforme du Konoha shinobi. Sur son dos, se trouvaient ce qui semble être les poignées incurvées de deux épées qui, dans l'anime, étaient bandées. Il portait également un front protecteur avec le symbole de son village plaqué dedans.

#### Capacités
Il a également été dit dans la manipulation du fūinjutsu, et aurait même été l'ancêtre du fūinjutsu de Konoha. Il a été vu dans l'anime assez compétent pour sceller une bête en quelques instants. De plus, en tant que membre du clan Uzumaki, Ashina avait une force de vie extraordinairement puissante, lui permettant de rester un shinobi actif jusque dans la soixantaine.

### Mito Uzumaki
Mito Uzumaki est la femme de Hashirama Senju et la grand-mère de Nawaki et Tsunade.

### Kushina Uzumaki
Mère de Naruto Uzumaki, épouse de Minato Namikaze, grand-mère de Boruto Uzumaki et d'Himawari Uzumaki.

### Dan
Ce ninja était l'amant de Tsunade Senju. Il est mort lors d'une guerre ninja à la suite de ses blessures. Tsunade à tenté de le sauver avec son ninjutsu médical en vain.

### Nawaki Senju (par sa grand-mère Mito Uzumaki)
Petit-fils de Mito Uzumaki mais aussi petit frère de Tsunade Senju.

### Boruto Uzumaki
Boruto Uzumaki est le frère d'Himawari Uzumaki, le fils d'Hinata Hyûga et de Naruto Uzumaki, il est aussi le petit fils de Kushina Uzumaki.

### Himawari Uzumaki
Himawari Uzumaki (うずまきヒマワリ) est la fille de Naruto et Hinata. Elle ressemble à sa mère de par sa couleur de cheveux, mais elle a les yeux bleus de son père et deux « moustaches » sur chaque joue, comme son grand frère, Boruto. D'un caractère doux, elle est plus compréhensive que son aîné par rapport à l'absence de leur père, mais si elle est provoquée elle peut entrer dans une colère terrible, similaire à celles de sa grand-mère Kushina. C'est lors d'une de ses colères qu'elle montre que, malgré la couleur de ses yeux, elle est dotée du Byakugan. Son prénom a la même consonance que le mot « tournesol » (向日葵, Himawari) en japonais, fleur avec laquelle elle orne la tombe de Neji lorsqu'elle s'y rend avec sa mère.

### Karin
Karin (香燐) est un personnage du manga Naruto. Elle est la seconde personne après Suigetsu à rejoindre Sasuke dans son équipe. Karin fait partie du clan Uzumaki (le même clan que Naruto). Après la destruction du village du Tourbillon, plusieurs membres du clan Uzumaki se sont séparés dans différents villages. Karin et ses parents sont partis dans le village de Kusa.

### Mère de Karin (décédée)
La mère de Karin vint à Kusa alors que sa fille était encore jeune. Toutes deux furent autorisées à rester à condition que la mère utilise ses pouvoirs pour soigner les blessés sous la surveillance de Zôsui. Lorsque les combats éclatèrent, la mère fut forcée d'utiliser ses pouvoirs à l'excès causant sa mort par la suite.

### Menma Uzumaki
Menma Uzumaki (うずまきメンマ, Uzumaki Menma) est un personnage qui apparaît dans Naruto, le film : Road to Ninja et est le fils de Kushina Uzumaki et Minato Namikaze dans l'univers alternatif de Konoha, faisant ainsi de lui le « Naruto Uzumaki » de ce monde. Comme son homologue, il est le jinchûriki de Kyûbi Noir 黒九尾 (Kuro Kyûbi).

### Fusô Uzumaki (décédée)
Fusô Uzumaki (うずまき扶桑, Uzumaki Fusô) était une infirmière, où elle vivait dans un petit village du pays d'Ame avec son fils Nagato (Pain) et son mari Ise.

## Clan Sarutobi
Le clan Sarutobi est rarement cité dans le manga Naruto, mais l'on sait que Hiruzen Sarutobi, le 3e Hokage a eu deux fils, Asuma, et un autre enfant, le père de Konohamaru (qu'on sait être son petit-fils dès le second chapitre du manga). Ce clan est l'un des premiers à avoir rejoint les clans Senju et Uchiwa pour former le village de Konoha. Selon la tradition du village, c’est un membre du clan Sarutobi qui offre des boucles d’oreilles aux membres des trios Ino-Shika-Chô des clans Yamanaka, Nara et Akimichi, lorsqu’ils prêtent serment.
Lors de la 4e grande guerre ninja, les membres du clan Sarutobi utilisent des techniques Katon face à Jûbi.

### Hiruzen Sarutobi
Hiruzen Sarutobi (猿飛ヒルゼン, Sarutobi Hiruzen) est le 3e Hokage du village de Konoha.

### Asuma Sarutobi
Asuma Sarutobi (猿飛アスマ, Sarutobi Asuma) est un jōnin de Konoha, responsable de l’équipe no 10 ; il est le fils d’Hiruzen Sarutobi et un ancien membre des douze ninjas gardiens.

### Konohamaru
Konohamaru (木ノ葉丸) est le petit-fils du 3e Hokage, Hiruzen Sarutobi.

### Miraï Sarutobi
Miraï Sarutobi (猿飛ミライ, Sarutobi Mirai) est la fille d'Asuma et de Kurenaï. Elle naît après la mort d'Asuma, tué par Hidan.
Elle porte des cheveux noirs mi-longs, ébouriffés comme ceux de sa mère, dont elle a également hérité les pupilles rouges.
Miraï apparaît brièvement dans le film Naruto Shippuden: The Last, âgée de deux ans, et dans l'épilogue du manga, une quinzaine d’années après la fin de la 4e grande guerre ninja ; devenu une kunoichi accomplie (elle porte l’uniforme des chūnin), elle participe à une mission d’escorte de l’ancien Hokage, Kakashi, après avoir honoré la mémoire de son père.
Son prénom se prononce comme le mot « futur » (未来, Mirai) en japonais, en référence à la réponse de l’énigme sur le roi au jeu du Shōgi qu'Asuma avait posée à Shikamaru.

### Sasuke Sarutobi
Sasuke Sarutobi (猿飛サスケ, Sarutobi Sasuke) est le père de Hiruzen Sarutobi et un ninja renommé du village de Konoha. Mikoto a donné son prénom à son fils Sasuke Uchiwa, espérant que ce dernier deviendrait un splendide ninja, comme celui dont il porte le nom.
Sasuke Sarutobi (猿飛佐助), dont il est inspiré, est un ninja fictif qui apparait dans les contes pour enfants japonais durant l’ère Meiji.

## Clan Aburame
On sait peu de choses sur le clan Aburame. Ni aussi prestigieux que les Hyûga, ni aussi puissant que les  senju  l'existence de cette famille et la vie de ses membres reste assez mystérieuse. Originaires de Konoha, ils sont cependant renommés pour leur particularité : le pouvoir de contrôler les insectes. Paradoxalement, l'une des rares choses que l'on connaisse d'eux est en effet leur tradition secrète : dès la naissance, les membres de cette lignée font de leur corps un nid pour les insectes. En échange d'une partie de leur chakra, dont ces derniers se nourrissent en permanence, ils les commandent à main levée, se reposant entièrement sur eux lors qu'ils combattent. Ils peuvent utiliser leurs insectes pour l'espionnage, la détection d'ennemis, le camouflage, les techniques offensives et défensives, l'empoisonnement ou l'infiltration. À l'image de Shino, les membres de cette famille restent très discrets et ne font que très peu parler d'eux. Ils répondent cependant toujours présent lorsqu'il s'agit de se battre ou de défendre Konoha (comme lors de l'invasion de Konoha par Pain où on les voit combattre Konan avec des insectes dévorant le papier). En plus des membres cités ci-dessous, deux autres ont été aperçus combattant Konan lors de l'attaque de Pain sur Konoha. Lors de la 4e grande guerre ninja, un grand nombre de membres du clan Aburame sont vus, utilisant leurs techniques d'insectes pour tenter de dissimuler l'armée de l'Alliance aux yeux de Jûbi ; on peut voir qu'ils portent tous des vêtements similaires à ceux de Shino, recouvrant presque tout leur corps.

### Shibi Aburame
- Âge : 39 ans
- Taille : 181,3 cm
- Poids :  87 kg
- Anniversaire : 7 septembre
- Groupe sanguin : A
- Rang : Jōnin

Shibi Aburame (油女シビ, Aburame Shibi), surnommé également Gen (ゲン) dans certaines licences, est le père de Shino Aburame. Comme son fils et le reste du clan Aburame, il manipule les insectes. Il apparaît dans le chapitre 137 lors de l'invasion de Konoha par Orochimaru, et utilise ses insectes afin d'extraire du corps de son fils le poison du pantin de Kankurô. Il porte une jarre sur son dos dans laquelle il conserve probablement une grande quantité d'insectes. Lors de la 4e grande guerre ninja, il fait partie de l'équipe chargée d'empêcher Naruto de sortir de l'île et de rejoindre le champ de bataille.

### Shikuro Aburame
On sait peu de choses sur lui ; d'après Tobi, il était le seul du clan Aburame à maîtriser une technique secrète permettant de contrôler des nano-insectes empoisonnés attaquant directement les cellules humaines en les décomposant, et à connaître l'antidote. Cette technique attaque le corps très rapidement, et hormis en étant soigné par l'antidote, la seule manière de s'en débarrasser semble être de couper la partie du corps infestée (le bras droit pour Tobi).
Toujours d’après Tobi, son fils, ayant hérité de cette technique, a rejoint l’ANBU Racine sous le nom de Torune, ce que confirme Tsunade dans un épisode hors-série de l’anime.

### Torune
Torune est l'un des deux gardes du corps qui accompagnent Danzô au Conseil des cinq kage. Il possède un masque noir sur les yeux et des gants noirs. Comme pour tous les ANBU, Torune est un nom d’emprunt.
Selon Tobi, il appartient au clan Aburame. Il utilise des nano-insectes pour infecter et détruire le corps de son adversaire après un simple contact, technique secrète connue pour être utilisée seulement du vivant de Shikuro Aburame, qui serait donc son père (ce qui est confirmé par Tsunade dans un épisode hors-série de l’anime). Cette technique décompose le corps très rapidement, et à moins d'être soigné par l’antidote adéquat, la seule manière d'y réchapper semble être de trancher la partie du corps infestée par les insectes, avant qu'il ne se répandent dans le reste de l'organisme. Pour effectuer cette technique, il suffit à Torune d'enlever ses gants et de toucher son adversaire. Afin d'avoir plus de chances de l’infecter, il se met torse nu, toute la partie supérieure de son corps faisant alors office de vecteur.
Il est tué par Tobi, afin que Kabuto Yakushi fasse une démonstration du rituel de sa technique d’invocation, la « Réincarnation des âmes », en utilisant Fû comme réceptacle.
L’épisode hors-série de Naruto Shippûden « Shino contre Torune ! » développe l’histoire de son enfance : ne pouvant toucher personne, ses insectes infectant toute cellule vivante en contact avec lui, il n’a pas été à l’académie ninja et n’a pu se faire d’amis hormis Shino devenu son petit frère adoptif après la mort de Shikuro. Alors que Danzô souhaitait prendre un jeune du clan Aburame au sein de l’ANBU Racine, il a voulu forcer Shibi à y envoyer son fils Shino, mais Torune s’est proposé d’y aller à sa place. En arrivant dans les quartiers de la Racine, il a été mis en binôme avec un jeune homme du clan Yamanaka, Fû avec qui il est devenu ami.
Durant la 4e grande guerre ninja, il est invoqué par Kabuto Yakushi qui n’avait alors pas conscience de son potentiel ; envoyé avec un troupe de ninjas réincarnés de second ordre, il est le seul à n’être pas scellé rapidement et tue un grand nombre de ninjas de l’alliance pour préparer sa technique de la « Jarre de poison ». Il est combattu par Shino qui avait conservé un élevage de ses nano-insectes et était parvenu à créer une espèce d’insectes immunisés qu’il a fait se multiplier rapidement grâce à la barrière de Torune. Finalement, Shino le scelle avec un parchemin spécial, avant de le remercier pour n’avoir pas eu à rejoindre la Racine grâce à lui et avoir pu se faire des amis.

#### Techniques (Anime)
- Jarre de poison (壺毒の術, Kodoku no jutsu?)[21]
Torune infecte de nombreuses victimes avec ses nano-insectes vénéneux et rassemble les corps dans une fosse qu’il scelle avec une barrière. Au bout d’un certain temps, le gaz produit par la décomposition des corps peut être enflammé et explose en relâchant dans l’atmosphère un essaim d’innombrables nano-insectes qui peuvent recouvrir et infecter toute la zone environnante. D’après Shino, la barrière permet d’accélérer la multiplication des insectes.
La technique est une technique interdite (kinjutsu) du fait qu’elle nécessite un grand nombre de corps et touche une vaste zone sans faire de distinction entre ami ou ennemi.
Note : kodoku en japonais peut également se lire comme « empoisonner quelqu’un » (蠱毒?) ou « solitude » (孤独?).
- Poussière toxique (毒塵の術, Dokujin no jutsu?)[21]
Torune joint ses mains, formant un petit nuage de poussière toxique qui s’étend en direction de l’adversaire. Si ce dernier inhale un peu de cette poussière, il est mortellement empoisonné.

### Muta Aburame
Muta (ムタ) fait partie de l’unité de reconnaissance d’Anko envoyée espionner le quartier général d’Akatsuki au début de la 4e grande guerre ninja.
Alors qu’il est en route avec ses compagnons pour fournir les informations recueillies, il est capturé par l’équipe de Sasori et Deidara, invoqués et manipulés par Kabuto. Sa jarre d’insectes est remplie d’explosifs par Deidara, et il est envoyé sur l’unité d’embuscade de Kankurô par Sasori afin de les faire exploser. Il meurt dans l’explosion dont il est la seule victime.
Avant de se faire capturer, il a fait parvenir par ses insectes les informations à l’état major de l’Alliance Ninja qui a ainsi pu savoir le mode de déplacement des Zetsu.
Grâce à ses insectes, Muta peut brouiller les perceptions des ninjas spécialistes en perception (senseurs).

## Clan Inuzuka

Symbole du clan Inuzuka

Ce clan est reconnu pour son utilisation de chiens entraînés pour le combat. Les Inuzuka ont également le sens de l’odorat beaucoup plus développé que celui des autres ninjas, leur permettant notamment de détecter et différencier les chakra et qui leur donne un avantage certain dans les missions d'infiltration, de poursuite et de reconnaissance. Les membres du clans sont reconnaissables au symbole de leur clan (deux crocs rouges) qu’ils arborent sur le visage.

### Kiba Inuzuka
Kiba Inuzuka est un ninja qui faisait partie au début du manga de l'équipe 8 dirigée par Kurenai Yûhi. Il a pour meilleur ami, Akamaru, un chien ninja, et pour partenaires, Hinata Hyûga et Shino Aburame. Forte tête, il s'était auto-proclamé chef de son équipe… À l'académie des ninja, il était avec Naruto, Shikamaru et Chôji un des « mauvais élèves » du fond de la classe.

### Tsume Inuzuka
Tsume Inuzuka est la mère de Kiba et Hana. Son chien s'appelle Kuromaru et, contrairement aux chiens de ses enfants, semble avoir la capacité de parler. C'est elle qui offre Akamaru à Kiba. Pendant la destruction de Konoha, elle s'est battue pour défendre le village aux côtés de sa fille Hana. Elle est aussi munie d'un fort caractère. Tout comme son fils, elle est assez brutale et prétentieuse. Elle aurait littéralement fait fuir le père de Kiba.

### Hana Inuzuka
Hana Inuzuka est la grande sœur de Kiba. Elle garde avec elle trois chiens qu'elle appelle les « trois frères Haimaru » (灰丸三兄弟, Haimaru Sankyōdai).
Elle exerce le métier de vétérinaire ; on la voit soigner Akamaru à la suite du combat entre Kiba et Sakon et Ukon.
Elle semble avoir un caractère moins emporté que Kiba et sa mère Tsume, mais n’hésite pas à utiliser les techniques du clan pour combattre lorsque Konoha est en danger.

#### Techniques
- La voie de la bête, la danse du chien (四脚の術, Shikyaku no Jutsu?)[DB 6] — rang D
Hana s’enveloppe de chakra et prend une apparence bestiale : des griffes lui poussent, ses canines s’allongent, elle se déplace à quatre pattes, et gagne en puissance, agilité et rapidité ; ses sens et ses réflexes sont plus développés et les attaques portées sont plus basées sur l’instinct.
- Doubles crocs tronçonnants (牙転牙, Gatenga?)
Hana et son chien prennent la forme de scies circulaires et foncent sur l’adversaire.

## Clan Yamanaka

Symbole du clan Yamanaka

Ce clan est connu pour son utilisation de techniques impliquant la manipulation de l'esprit, ce qui leur donne une expertise dans l’espionnage et la collecte d’informations. Les femmes de ce clan sont aussi réputées pour leurs techniques utilisant différentes sortes de fleurs qui empoisonnent ou qui ont souvent des effets variés sur leurs adversaires ; le clan possède une boutique de fleuriste dans Konoha, « Fleurs Yamanaka » (やまなか花, Yamanaka Hana). En plus des techniques de manipulation des esprits, les Yamanaka semblent également dotés d'un assez bon potentiel pour devenir ninja de type « sensoriel ». Ce clan est symboliquement allié aux clans Akimichi et Nara, dont plusieurs générations ont formé avec la génération correspondante du clan Yamanaka un trio « Ino-Shika-Chô ».

### Inoichi Yamanaka
- Âge : 38 ans (décédé)
- Taille : 180,4 cm
- Poids : 69,1 kg
- Anniversaire : 24 janvier
- Groupe sanguin : AB
- Seiyū : Daiki Nakamura

Inoichi Yamanaka (山中いのいち, Yamanaka Inoichi) est le père d'Ino Yamanaka. Comme sa fille, il était autrefois membre d'un trio « Ino-Shika-Chô » avec Shikaku Nara et Chôza Akimichi. Il confirme les talents de son clan lors de l'attaque des ninjas d'Oto et de Suna à Konoha. On le voit utiliser sa technique "Shinranshin no jutsu" qui lui permet de manipuler le corps de son ennemi tout en gardant possession du sien.
On peut le voir convié aussi à un interrogatoire où il tente de percer le secret de Pain à l'aide de ses techniques de ninjutsu affectant le mental, lisant dans les pensées d'un ninja d’Ame.
Il est tué au cours de la 4e grande guerre ninja par une attaque offensive à grande distance de Jûbi, contrôlé par Madara Uchiwa et Obito Uchiwa.

### Saï
Saï est le père d'Inojin Yamanaka. Il faisait partit de l'équipe 7 depuis que Sasuke Uchiwa à déserté Konoha pour se rendre chez Orochimaru au village caché du son Oto no kuni.

### Inojin Yamanaka
Inojin Yamanaka, apparaissant dans l'épilogue du manga, est le fils de Ino et Saï. Il a les cheveux blonds et les yeux bleus, comme sa mère, mais sa peau est blanche comme celle de son père, dont il a également hérité le manque de tact (il appelle Chôchô « la grosse » (デブ, Debu)). Il étudie à l'Académie ninja aux côtés des autres enfants de sa génération, dont Chôchô et Shikadai avec lesquels il est censé former le nouveau trio « Ino-Shika-Chô », et se montre assez contrarié quand ses deux camarades trouvent des excuses pour ne pas aller s'entraîner ; lorsqu’il arrive seul au terrain d'entraînement où attendent ses parents et ceux de Chôchô, il appréhende la réaction de sa mère. Il apprend également à se servir des techniques de dessins de son père et crée au fil du temps un lien plus affectif avec Himawari.

### Fû
Fû est l'un des gardes du corps de Danzô, l'accompagnant au « Conseil des cinq kage ». Il est roux avec une queue de cheval et à des iris jaune vanille…
Il est également un ninja « sensoriel », capable de ressentir le chakra et les « recherches » des autres ninjas « sensoriels » (comme Karin).
D'après Tobi, il appartient au Clan Yamanaka, ce qui est confirmé par Inoichi dans un épisode hors-série de l’anime.
Il est tué par Kabuto Yakushi en étant utilisé comme réceptacle pour invoquer Torune lors de la démonstration à Madara Uchiwa du rituel de la technique d’invocation « La réincarnation des âmes ».
Comme pour tous les ANBU, Fû est un nom d'emprunt.
L’épisode hors-série de Naruto Shippûden « Shino contre Torune ! » montre comment, dans sa jeunesse, il a été mis en binôme avec Torune, issu du clan Aburame ayant fraîchement rejoint la « Racine », qu’il a accueilli et avec lequel il a développé des liens d’amitié.

#### Techniques
- La possession de la marionnette maudite (心転傀儡呪印の術, Shinten kugutsu juin no jutsu?)[26]
Fû utilise une variante de la technique de transfert d'esprit du Clan Yamanaka La possession (心転身の術, Shintenshin no jutsu?) : il transfère d'abord son esprit dans une marionnette affublée d'un sceau maudit qui attaque la cible, puis lorsque cette dernière touche la marionnette en se défendant, le sceau agit (il s'efface) et transmet l'esprit de Fû dans sa victime, tandis que l'esprit de la victime est transféré dans la marionnette.
Durant l'utilisation de cette technique, le corps de Fû reste inanimé et vulnérable.
- La possession (心転身の術, Shintenshin no jutsu?)[19]
Fû maîtrise cette technique secrète du clan Yamanaka consistant à « envoyer son esprit » posséder son adversaire.

### Santa Yamanaka
Santa Yamanaka est un jōnin du clan Yamanaka qui fait partie de la 3e division (combattants à courte et moyenne distance) durant la 4e grande guerre ninja. C’est lui qui permet à Kakashi de trouver Zabuza et Haku dans le brouillard en transférant son esprit dans celui de Kakashi et en le libérant juste derrière eux.

#### Techniques
- La possession (心転身の術, Shintenshin no jutsu?)
Santa maîtrise cette technique secrète du clan Yamanaka consistant à « envoyer son esprit » posséder son adversaire.

## Clan Nara

Symbole du clan Nara

Ce clan possède plusieurs techniques secrètes permettant de manipuler les ombres, et ils sont réputés pour leur élevage de cerfs qui leur permet de guérir plusieurs maladies. Ce clan est symboliquement allié aux clans Akimichi et Yamanaka, dont plusieurs générations ont formé avec la génération correspondante du clan Nara un trio « Ino-Shika-Cho ». Leurs techniques sont les suivantes :
- Manipulation des ombres (Kage mane no jutsu) : L'ombre de l'utilisateur se déplace, si elle touche celle de l'adversaire, les mouvements de celui-ci seront alors calqués sur ceux de l'utilisateur de la technique, qui pourra donc faire faire n'importe quel mouvement à son opposant, cependant cette technique ne peut durer plus de cinq minutes.
- Emprise des ombres (Kage shibari no jutsu) : Similaire à la Manipulation des ombres sauf que les mouvements de l'utilisateur de la technique ne sont pas exécutés par l'adversaire et ce dernier reste par conséquent, immobilisé. Utilisée par Shikadai Nara.
- Strangulation des ombres (Kage kubishibari no jutsu) : Une ombre se transforme en main qui étrangle l'adversaire. Souvent combiné avec la Manipulation des ombres.
- Entrelacement des ombres (Kagenui) : L'ombre se matérialise en pic et transperce tout ce qu'elle trouve sur son passage.

Un membre du clan fait partie de la troupe surveillant Naruto sur l'Île Tortue de Kumo ; il parvient à l'immobiliser avec sa technique de manipulation des ombres en profitant de la distraction qu'apporte Iruka, mais Naruto s’en défait aisément. Lors de l'affrontement des forces de l'Alliance contre Jûbi, plusieurs membres du clan Nara unissent leur manipulation des ombres pour immobiliser le démon, qui parvient cependant rapidement à se libérer.

### Shikamaru Nara
Shikamaru Nara (奈良シカマル, Nara Shikamaru) est le 16e chef du clan. Avec Ino Yamanaka et Chôji Akimichi, ils forment la 16e generation du trio "Ino-Shika-Cho" sous les ordres d’Asuma Sarutobi.

### Shikadai Nara
Shikadai Nara est le fils de Shikamaru et de Temari, vu dans l'épilogue du manga se déroulant une quinzaine d’années après la fin de la 4e grande guerre ninja ; il étudie à l'Académie aux côtés des autres enfants de sa génération, dont Chôchô et Inojin, avec qui il est censé former le nouveau trio « Ino-Shika-Chô ». Il ressemble beaucoup à son père et son grand-père au niveau de l'apparence et de son caractère je-m'en-foutiste, mais il a les yeux de sa mère et n'hésite pas à dire ce qu'il pense comme elle. Il trouve l'idée de Boruto de faire des frasques le jour du conseil des cinq kage dangereuse, et préfère rentrer chez lui, même s'il sait qu'Ino, qu'il appelle « Tante Ino », avait prévu un entrainement. Il retourne directement chez lui, où il rencontre ses oncles Gaara et Kankurô, qui sont venus leur rendre visite avant d'aller au conseil.
Dans le film Boruto, il combat Boruto lors de l'examen chūnin, et abandonne immédiatement lorsque celui-ci, pris au piège par son ombre, relâche des mini-parchemins de multi-clonage. Comme son père qui abandonna contre Temari, prétextant ne plus avoir assez de chakra pour continuer le combat.

### Shikaku Nara
- Âge : Partie I : 38 ans ; Partie II : 41-42 ans (décédé)
- Taille : 175,2 cm
- Poids : 59,8 kg
- Anniversaire : 15 juillet
- Groupe sanguin : B
- Seiyū : Hiroshi Yanaka

Shikaku Nara (奈良シカク, Nara Shikaku) est le père de Shikamaru Nara, et le mari de Yoshino Nara. Comme son fils aujourd'hui, il était autrefois membre du trio « Ino-Shika-Chô » avec Chôza Akimichi et Inoichi Yamanaka. Il est par ailleurs extrêmement intelligent, capable de battre son fils au jeu du shōgi. Il exécute les mêmes techniques que son fils mais semble en connaître plusieurs autres qui nous restent encore inconnues.
En tant que membre du clan Nara, il élève des cerfs, dont les bois sont utilisés, notamment pour concocter des potions. Tsunade préparera notamment un antidote aux effets secondaires des pilules du clan Akimichi pour sauver Chôji.
Il est également le représentant jōnin au grand conseil du Pays du Feu,.
Pendant la 4e grande guerre ninja, il est le conseiller de Tsunade, et quand cette dernière et A partent pour arrêter Naruto et Killer Bee, c’est à lui qu’est confié le commandement général de l'armée. Mis en face du problème des Zetsu blancs ayant pris la forme et le chakra de ninjas de l’alliance après leur contact durant la bataille et assassinant d’autres ninjas après s’être mêlés à eux, il arrive à la conclusion qu’il faut utiliser les sens de Naruto avec le chakra de Kyûbi pour détecter l’aura de mauvaises intentions dégagée par ceux-ci.
Il est tué au cours de la 4e grande guerre ninja par une attaque offensive à grande distance de Jûbi, contrôlé par Madara Uchiwa et Obito Uchiwa.

### Temari
Cette kunoichi est originaire de Suna no kuni. Elle est aussi la mère de Shikadai Nara, la sœur de Gaara du désert et de kankurô mais aussi la fille du kazekage le 4e du nom.

### Techniques
- La manipulation des ombres (影真似の術, Kagemane no jutsu?)[29]
Technique de manipulation des ombres propre au clan Nara. Shikaku peut modifier son ombre pour le relier à son adversaire, et lorsqu'il y arrive, chaque mouvement effectué par Shikaku sera copié par son ennemi. Cette technique permet de ralentir l'ennemi, et utilisée en conjonction avec l'environnement peut devenir offensive ou défensive. Elle devient particulièrement efficace dans le cadre d'un piège. Avec son équipe, Shikaku la combine normalement avec le Ninpo : La transposition d'Inoichi.
- L’étreinte mortelle de l’ombre (影首縛りの術, Kage kubishibari no jutsu?)
Technique d'étranglement avec les ombres. Après avoir immobilise l'adversaire, une main d'ombre surgit sur l'ennemi et parvient jusqu'à son cou pour l'étrangler ou lui briser la nuque. Plus la cible est proche, plus la technique a de force et d'emprise sur l'adversaire.
- L'entrelacement des ombres (影縫いの術, Kage nui no jutsu?)
Technique de broderie des ombres. L'ombre de Shikaku se subdivise et se transforme en un nombre variable de piques autour de l'ennemi pour l'empaler ou l'emprisonner. Shikamaru apprend cette technique dans la seconde partie du manga. Les pointes peuvent également attraper des objets.
- Technique d'ombre - Le lycoris noir (影の術 • 黒彼岸花, Kage no jutsu • Kuro higanbana?)
Après avoir piégé la cible à l'aide de l'Entrelacement des Ombres, l'utilisateur peut alors manipuler l'ombre pour la rapprocher de lui. Cette technique peut être utilisée pour rapprocher plusieurs ennemis afin qu'il soient à portée de la technique de La Danse de la Grande Confusion d'Inoichi.

### Yoshino Nara
- Âge : 36 ans
- Taille : 162,1 cm
- Poids : 46,2 kg
- Anniversaire : 24 février
- Groupe sanguin : AB
- Seiyū : Naoko Matsui

Yoshino Nara (奈良ヨシノ, Nara Yoshino) est la mère de Shikamaru Nara et la femme de Shikaku Nara. Très stricte, voire tyrannique, son mari et son fils ont plutôt peur de ses réactions et de son caractère qui influence beaucoup l'opinion que Shikamaru a sur les femmes. Pour autant, elle sait se montrer douce si elle le souhaite.

### Ensui Nara
Ensui Nara est un jōnin du clan Nara qui fait partie de la 3e division (combattants à courte et moyenne distance). C’est lui qui colle son ombre à celle de Kakashi pour « attraper » l’ombre de Zabuza  et l’immobiliser avec le Kage Nui.

#### Techniques
- Technique de manipulation des ombres (影真似の術, Kagemane no jutsu?)
Technique de manipulation des ombres. Ensui peut modifier son ombre pour la relier à son adversaire, et lorsqu'il y arrive, chaque mouvement effectué par Ensui sera copié par celui-ci. Cette technique permet de ralentir l'ennemi, et utilisée en conjonction avec l'environnement, peut devenir offensive ou défensive. Elle devient particulièrement efficace dans le cadre d’un piège.
- Entrelacement des ombres (影縫いの術, Kagenui no jutsu)
L'ombre de Ensui se subdivise et se transforme en un nombre variable de piques autour de l'ennemi pour l'empaler ou l'emprisonner.

## Clan Akimichi

Symbole du clan Akimichi

Ce clan est reconnu pour son utilisation de techniques spéciales permettant d'augmenter et de diminuer la grosseur de tout ou de parties de leurs corps. Ce clan est symboliquement allié aux clans Nara et Yamanaka, dont plusieurs générations ont formé avec la génération correspondante du clan Akimichi un trio « Ino-Shika-Chô ».
Chôza est le 15e chef du clan, et il est prévu que Chôji en devienne le 16e.
Lors de la 4e grande guerre ninja, et avant lors de l'invasion de Konoha par Pain, plusieurs membres du clan apparaissent. Certains d'entre eux portent une armure ressemblant à celle de Chôji, ou une armure rappelant plus celle d'un samouraï. Ils sont tous très corpulents, et beaucoup utilisent un bâton comme arme, à l'image de leur chef de clan ; on peut voir aussi que la plupart d'entre eux portent des tatouages sur les joues. Deux membres du clan Akimichi sont assignés à l'équipe chargée de surveiller Naruto, mais il les défait facilement. Un autre membre du clan est affecté à la division médicale de l'Alliance ninja et protège particulièrement Sakura et Shizune. Deux autres ninjas du clan apparaissent lors de l'affrontement avec Jûbi, aidant Chôji dans sa tentative pour immobiliser le démon.

### Chôji Akimichi
Chôji Akimichi (秋道チョウジ, Akimichi Chōji) est un membre de l'équipe 10, formée par Asuma Sarutobi ; il fait équipe avec Ino Yamanaka et Shikamaru Nara.

### Chôchô Akimichi
Chôchô Akimichi est la fille de Chôji et Karui, née quelques années après la 4e grand guerre ninja. Elle a le teint basané et les yeux jaunes comme sa mère, mais ses cheveux, coiffés en deux queues de cheval sont de la même couleur que ceux de son père, dont elle a également hérité la morphologie. Elle semble beaucoup moins susceptible que son père à propos des remarques sur son poids, se contentant d’éconduire sèchement Inojin lorsqu’il l’appelle « La Grosse ». Elle étudie à l'Académie avec les autres enfants de sa génération, dont Inojin et Shikadai avec lesquels elle est censée former le nouveau trio « Ino-Shika-Chô » ; cependant, elle préfère aller manger avec Anko dont elle est devenue proche, partageant la même passion pour la nourriture, que de s’impliquer dans les entraînements aux techniques familiales.
Elle apparaît dans le spin-off Naruto Gaiden aux côtés de sa camarade Sarada Uchiwa ; faisant une crise d’adolescence, elle estime que Chôji et Karui ne sont pas ses vrais parents. Après la victoire des ninjas de Konoha sur Shin, elle retourne à Konoha et voit Chôji aminci à la suite de la conversion de ses calories en chakra lors d’une mission, et lui demande de l’entrainer à la maîtriser ce mode dès que possible.

### Chôza Akimichi
- Âge : 38 ans
- Taille : 183 cm
- Poids : 120,1 kg
- Anniversaire : 22 avril
- Groupe sanguin : B
- Seiyū : Nofuaki Fukuda
- matricule: 005490

Chôza Akimichi (秋道チョウザ, Akimichi Chōza) est le père de Chôji Akimichi. Comme son fils, il semble passer son temps à engloutir de grosses quantités de nourriture. Il formait lui aussi autrefois un trio « Ino-Shika-Chô » avec Shikaku Nara et Inoichi Yamanaka, les pères respectifs de Shikamaru Nara et Ino Yamanaka. Lors de l'attaque de Suna et Oto sur Konoha, il s'est battu avec un bâton pouvant s'agrandir.
Dans la deuxième saison, lorsque Pain et Konan attaquent Konoha, il est grièvement blessé, mais sera sauvé à temps.
Pendant la 4e grande guerre ninja, il fait partie de la 1re division (combattants à courte distance). Il affronte Dan, invoqué par Kabuto, et parvient à le piéger en le poussant dans une barrière des flammes violettes. Il sauve Chôji de l’attaque de cendres d’Asuma en se jetant devant lui, puis essaie d’arrêter la statue du Démon des Enfers, invocation gigantesque de Madara avec son fils.

#### Techniques
- Decuplement (倍化の術, Baika no jutsu?)[29]: 
Chôza décuple son poids et sa taille pour se transformer en boule.
- Decuplement Partiel (部分倍化の術, Bubun baika no jutsu?): 
Chôza agrandit ses membres pour attraper les gros ennemis ou frapper en faisant plus de dégâts.
- Decuplement Supra (超倍化の術, Cho baika no jutsu?): 
Chôza se décuple 4 fois plus pour complètement écraser l'ennemi. Sa taille approche celle d'une petite colline.
- Le boulet humain (肉弾戦車, Nikudan sensha?)[29]: 
Chôza roule et s'élance sur l'adversaire pour l'écraser après avoir utilisé le Decuplement.
- Le cube de flammes pourpres (四紫炎陣, Shishi enjin?)
Avec d’autres ninjas, Chôza est capable de créer une barrière cubique violette translucide de haut niveau pouvant emprisonner un adversaire, ou même un esprit.

### Torifu Akimichi
Torifu Akimichi (秋道トリフ, Akimichi Torifu) est un des coéquipiers de Hiruzen Sarutobi et Danzô Shimura durant la première grande guerre ninja.
Il porte un bonnet particulier en forme d'« oreilles de chats », avec la plaque protectrice de Konoha dessus.
On découvre son existence lors d'un flash-back de la vie de Danzô. On le revoit des décennies après aux côtés du 3e Hokage pour repousser Kyûbi peu après la naissance de Naruto.

## Clan Kurama

Symbole du clan Kurama

Exclusif à l’anime, le clan Kurama est un clan d'utilisateurs d’un genjutsu extrêmement puissant. Ce talent dans les illusions est une technique héréditaire (kekkei genkai) du clan. Une fois toutes les deux ou trois générations, un membre du clan naît avec une telle habileté dans le genjutsu que ses illusions peuvent se produire dans la réalité. Ce genjutsu fait croire n'importe quoi au cerveau de ses victimes et se manifeste physiquement, ce qui peut entraîner la mort.
Ils formaient à l'origine un des clans plus importants de Konoha, mais le nombre de ninja dans le clan a grandement diminué.

### Yakumo Kurama
Yakumo Kurama est un personnage de l'animé Naruto qui apparaît dans les épisodes hors séries (203 à 207). Spécialiste des illusions (genjutsu), elle est la dernière membre survivante de la branche principale (sōke) du clan Kurama.
Lors de sa naissance, son clan est en déclin. Le clan Kurama est spécialiste des illusions, mais plus aucun n’arrivait à dépasser le rang de genin. Quand Yakumo naît, elle représente tous les espoirs de son clan : dans toutes les 10 générations, naît un membre de ce clan avec des qualités exceptionnelles. Les capacités de Yakumo ne sont malheureusement pas reconnues.
Malheureusement, un monstre nommé Idô se cache dans son subconscient, et utilise les capacités de Yakumo a des fins néfastes. Dès lors, le cas de Yakumo devient un problème. Le 3e Hokage demande à Kurenai Yûhi de devenir son maître pour lui apprendre à dominer le monstre. En raison de sa fragilité physique, l’accès de Yakumo à l’académie ninja est refusé, ce qui est vécu comme une humiliation par la jeune fille, dans l’incapacité de répondre aux attentes de ses parents et de restaurer le prestige de son clan, elle voit alors Rock Lee comme un modèle. En proie à la dépression, Yakumo se laisse envahir par Idô qui tue les parents de celle-ci dans un incendie.
Devant son échec, Kurenaï n’a d’autre choix que de sceller les pouvoirs de Yakumo, qui prend cela comme trahison et entretien une haine terrible envers Kurenaï, à laquelle s’ajoute la suspicion comme quoi Kurenaï aurait accompli la mission de tuer le clan Kurama, devenu dangereux pour Konoha, sur ordre du 3e Hokage. Cette suspicion vient d’une conversation que Yakumo a surpris entre son maître et Hiruzen Sarutobi. Cette haine en fait une menace terrible pour Konoha, et pour cette raison, Yakumo est gardée sous haute surveillance.
Grâce à Naruto et les autres, elle apprend la vérité et tue Idô en lui plantant sa truelle dans la tête.

#### Capacités
Yakumo créé des illusions par l’intermédiaire de tableaux ; ses illusions sont puissantes qu’elle peuvent tuer par leur impact sur le cerveau de la victime, et même se solder par des blessures ou brûlures physiques, voire des dégâts réels. Elle a ainsi pu créer un éclair qui a frappé le bureau du Hokage. Seul Shino Aburame, par l’intermédiaire de ses insectes, peut détecter la technique.

### Unkai Kurama
Unkai Kurama est l'oncle de Yakumo, et un membre de la branche secondaire du clan (bunke). Après la mort des parents de Yakumo, il souhaitait que le village se débarrasse de la jeune fille qui représentait un danger, mais le 3e Hokage opta pour le scellement des pouvoirs de Yakumo et une isolation en dehors du village, surveillée par des ANBU et des ninjas médecins. Malgré tout, plusieurs années après, Yakumo devient à nouveau un danger pour le village et Unkai tente de la récupérer avec d'autres membres du clan. Ils sont mis en fuite par Kurenaï, Maito Gaï, Naruto et d'autres ninjas de Konoha. Peu après, ils se retrouvent tous enfermés dans une illusion de Yakumo voulant se venger du village et de Kurenaï ; Unkai leur explique la situation, et permet à Naruto de sortir de l'illusion au prix de graves brûlures pour lui-même. Il sera soigné par Sakura et les autres ninjas médecin de Konoha.

### Murakumo Kurama
Murakumo Kurama était le père de Yakumo. Sa fille a cru pendant assez longtemps qu'il a été tué sur les ordres de Hiruzen Sarutobi le 3e Hokage. Elle apprend plus tard qu'il a été tué par Idô, ayant provoqué un incendie.

### Uroko Kurama
Uroko Kurama était la mère de Yakumo. Sa fille a cru pendant assez longtemps qu'elle avait été tuée sur les ordres de Hiruzen Sarutobi le 3e Hokage. Elle apprend plus tard qu'elle a été tuée par Idô, ayant provoqué un incendie.

### Databooks
- (ja) Masashi Kishimoto, NARUTO - Hiden Rin no Sho (NARUTO―ナルト―［秘伝・臨の書］?) : Characters Official Data Book (キャラクターオフィシャルデータBOOK?), Tōkyō, Shūeisha, coll. « Jump Comics (ジャンプコミックス, Janpu Comikkusu?) / Naruto »,‎ 4 juillet 2002, 272 p., shinsho (新書?) / Tankōbon / 175x115mm (ISBN 4-08-873288-X et 978-4-08-873288-6, présentation en ligne)
- (ja) Masashi Kishimoto, NARUTO - Hiden Sha no Sho (NARUTO―ナルト―［秘伝・者の書］?) : Characters Official Data Book (キャラクターオフィシャルデータBOOK?), Tōkyō, Shūeisha, coll. « Jump Comics (ジャンプコミックス, Janpu Comikkusu?) / Naruto »,‎ 4 septembre 2008, 360 p., shinsho (新書?) / Tankōbon / 175x115mm (ISBN 978-4-08-874247-2, présentation en ligne)

### Tomes deNarutoen français
- Masashi Kishimoto (trad. Sylvain Chollet), Naruto tome 7 : La voix à suivre !!, Kana, coll. « Shonen Kana / Naruto », 5 juillet 2003, 192 p., Tankōbon / 115x175mm (ISBN 2-87129-535-2 et 978-2-87129-535-8, présentation en ligne)
- Masashi Kishimoto (trad. Sébastien Bigini), Naruto tome 13 : La fin de l’examen… !!, Kana, coll. « Shonen Kana / Naruto », 25 septembre 2004, 192 p., Tankōbon / 115x175mm (ISBN 2-87129-646-4 et 978-2-87129-646-1, présentation en ligne)
- Masashi Kishimoto (trad. Sébastien Bigini), Naruto tome 46 : Le retour de Naruto !!, Kana, coll. « Shonen Kana / Naruto », 15 janvier 2010, 192 p., Tankōbon / 115x175mm (ISBN 978-2-5050-0788-3, présentation en ligne)
- Masashi Kishimoto (trad. Sébastien Bigini), Naruto tome 48 : Hourras au village !!, Kana, coll. « Shonen Kana / Naruto », 7 mai 2010, 208 p., Tankōbon / 115x175mm (ISBN 978-2-5050-0870-5, présentation en ligne)
- Masashi Kishimoto (trad. Sébastien Bigini), Naruto tome 49 : Le Conseil des Cinq Kage… !!, Kana, coll. « Shonen Kana / Naruto », 2 juillet 2010, 192 p., Tankōbon / 115x175mm (ISBN 978-2-5050-0871-2, présentation en ligne)
- Masashi Kishimoto (trad. Sébastien Bigini), Naruto tome 50 : Duel à mort dans la prison aqueuse !!, Kana, coll. « Shonen Kana / Naruto », 3 septembre 2010, 192 p., Tankōbon / 115x175mm (ISBN 978-2-5050-0956-6, présentation en ligne)
- Masashi Kishimoto (trad. Sébastien Bigini), Naruto tome 51 : Sasuke vs Danzô… !!, Kana, coll. « Shonen Kana / Naruto », 5 novembre 2010, 192 p., Tankōbon / 115x175mm (ISBN 978-2-5050-0992-4, présentation en ligne)
- Masashi Kishimoto (trad. Sébastien Bigini), Naruto tome 53 : La naissance de Naruto, Kana, coll. « Shonen Kana / Naruto », 1er juillet 2011, 192 p., Tankōbon / 115x175mm (ISBN 978-2-5050-1115-6, présentation en ligne)

### Tomes deNarutoen japonais
- (ja) Masashi Kishimoto, NARUTO - 55 (NARUTO―ナルト―　　55?) : Taisen, kaisen! (大戦、開戦!?), Shūeisha, coll. « Jump Comics (ジャンプコミックス, Janpu Comikkusu?) / Naruto »,‎ 21 avril 2011, 200 p., shinsho (新書, shinsho?) / Tankōbon / 175x115mm (ISBN 978-4-08-870185-1, présentation en ligne)

### Databooks
1. 1 2  (ja) 3e Databook officiel, p. 160-161.
2. ↑  (ja) 3e Databook officiel, p. 56-59.
3. 1 2 3 4  (ja) 3e Databook officiel, p. 162.
4. ↑  (ja) 1er Databook officiel, p. 181.
5. ↑  (ja) 1er Databook officiel, p. 170.
6. ↑  (ja) 1er Databook officiel, p. 189.